# Novoaleksandrovsk
Novoaleksandrovsk (in lingua russa Новоалекса́ндровск) è una città situata nel Kraj di Stavropol', nella Russia europea meridionale, situata 105 chilometri da Stavropol'.
La città fu fondata nel 1804 con il nome di Novo-Alexandrovskoe e nel 1971 ricevette lo status di città.

## Società

### Evoluzione demografica
Fonte: mojgorod.ru
- 1959: 16.900
- 1970: 20.800
- 1979: 22.700
- 1989: 25.700
- 2000: 29.000
- 2002: 27.300
- 2006: 26.700